# Trox transversus
Trox transversus är en skalbaggsart som beskrevs av Reiche 1856. Trox transversus ingår i släktet Trox och familjen knotbaggar. Inga underarter finns listade i Catalogue of Life.